# Лазару, Франсишку
Франси́шку Ла́зару (порт. Francisco Lázaro; 8 января 1891, Лиссабон — 15 июля 1912, Стокгольм) — португальский бегун на длинные дистанции, марафонец, участник Олимпиады 1912 года в Стокгольме. Первый спортсмен в истории современных Олимпийских игр, умерший во время соревнований. 

## Карьера
Франсишку Лазару родился в семье плотника и пошел по стопам отца, став работать на лиссабонском автомобильном заводе. Работу он совмещал с занятиями спортом. В 1910 году он стал победителем лиссабонского марафона, а до Олимпийских игр 1912 года был уже трёхкратным чемпионом Португалии в марафонском беге, представляя на соревнованиях спортивное общество Бенфика.
На Олимпиаде 1912 года Лазару был знаменосцем сборной Португалии и одним из фаворитов марафонского забега. 14 июля 1912 года в Стокгольме установилась жаркая погода, температура воздуха в тени достигала 32 °C, и португальский бегун принял решение покрыть свою кожу салом (по другим версиям — воском), для того чтобы избежать солнечных ожогов. Однако покрытие нарушило естественную терморегуляцию организма, и после тридцатого километра дистанции португальский спортсмен потерял сознание. Он был экстренно доставлен в госпиталь с температурой тела 41 °C, где и скончался на следующий день из-за несовместимого с жизнью нарушения баланса электролитов. Таким образом Франсишку Лазару стал первым спортсменом, умершим во время Олимпийских игр.

## Слава
Спустя несколько дней после гибели португальца на Королевском стадионе состоялась траурная церемония, на которой присутствовали 23 тысячи человек. Вырученные от церемонии 3800 долларов были направлены семье Лазару. В Соллентуне, рядом с марафонской олимпийской трассой была установлена статуя португальского бегуна. Именем Франсишку Лазару был назван стадион в пригороде Лиссабона.
В 2006 году португальский писатель Жозе Луиш Пейшоту посвятил памяти Лазару свой роман «Фортепианное кладбище» (порт. Cemitério de Pianos), главным героем которого является бегун.